# Jimei
Jimei léase Chi-Méi (en chino: 集美区, pinyin: Jíměi qū) es una ciudad-distrito bajo la administración directa de la Ciudad-subprovincia de Xiamen. Se ubica al noroeste de la isla Xiamen, al sur de la provincia de Fujian, suroeste de la República Popular China. Su área es de 275 km² a 1/2 metro sobre el nivel del mar y su población es de 580 857 (2010).

## Administración
El distrito de Jimei se divide en 3 subdistritos y 3 poblados:
- Suddistrito Jime
- Suddistrito Xinglin
- Suddistrito Qiaoying
- Poblado Xinglin
- Poblado Guankou
- Poblado Houxi

## Clima
Debido a su posición geográfica, los patrones climáticos en la siguiente tabla son los mismos de Xiamen.
| Parámetros climáticos promedio de Jiméi     | Parámetros climáticos promedio de Jiméi | Parámetros climáticos promedio de Jiméi | Parámetros climáticos promedio de Jiméi | Parámetros climáticos promedio de Jiméi | Parámetros climáticos promedio de Jiméi | Parámetros climáticos promedio de Jiméi | Parámetros climáticos promedio de Jiméi | Parámetros climáticos promedio de Jiméi | Parámetros climáticos promedio de Jiméi | Parámetros climáticos promedio de Jiméi | Parámetros climáticos promedio de Jiméi | Parámetros climáticos promedio de Jiméi | Parámetros climáticos promedio de Jiméi |
| Mes                                         | Ene.                                    | Feb.                                    | Mar.                                    | Abr.                                    | May.                                    | Jun.                                    | Jul.                                    | Ago.                                    | Sep.                                    | Oct.                                    | Nov.                                    | Dic.                                    | Anual                                   |
| ------------------------------------------- | --------------------------------------- | --------------------------------------- | --------------------------------------- | --------------------------------------- | --------------------------------------- | --------------------------------------- | --------------------------------------- | --------------------------------------- | --------------------------------------- | --------------------------------------- | --------------------------------------- | --------------------------------------- | --------------------------------------- |
| Temp. máx. media (°C)                       | 17.0                                    | 16.6                                    | 18.8                                    | 23.1                                    | 26.6                                    | 29.5                                    | 32.0                                    | 31.8                                    | 30.0                                    | 27.4                                    | 23.6                                    | 19.2                                    | 24.6                                    |
| Temp. mín. media (°C)                       | 9.7                                     | 9.8                                     | 11.8                                    | 15.9                                    | 19.9                                    | 23.3                                    | 25.0                                    | 24.8                                    | 23.3                                    | 20.3                                    | 16.2                                    | 11.7                                    | 17.6                                    |
| Lluvias (mm)                                | 34.2                                    | 99.4                                    | 125.2                                   | 157.0                                   | 161.8                                   | 187.2                                   | 138.4                                   | 209.0                                   | 141.4                                   | 36.2                                    | 31.1                                    | 28.2                                    | 1349.1                                  |
| Días de lluvias (≥ 0.1 mm)                  | 7.1                                     | 12.0                                    | 15.4                                    | 14.6                                    | 15.2                                    | 14.8                                    | 9.9                                     | 10.9                                    | 9.0                                     | 3.2                                     | 4.0                                     | 4.9                                     | 121.0                                   |
| Horas de sol                                | 133.3                                   | 88.3                                    | 89.6                                    | 105.6                                   | 132.6                                   | 163.8                                   | 234.6                                   | 211.6                                   | 178.9                                   | 188.4                                   | 163.0                                   | 163.5                                   | 1853.2                                  |
| Humedad relativa (%)                        | 75                                      | 80                                      | 83                                      | 82                                      | 84                                      | 86                                      | 82                                      | 82                                      | 78                                      | 71                                      | 70                                      | 70                                      | 78.6                                    |
| Fuente: China Meteorological Administration |                                         |                                         |                                         |                                         |                                         |                                         |                                         |                                         |                                         |                                         |                                         |                                         |                                         |

## Economía
Jimei, ahora junto con el núcleo urbano de la antigua comarca Xinglin, es uno de los distritos de la región de Xiamen municipal dirigidos a inversiones taiwanesas. En los últimos diez años, la actividad económica ha crecido sustancialmente en Jiméi. Se trata de un centro de servicios, industrias básicas y manufactureras. Jiméi atrajo 610 proyectos de inversión extranjera con un valor de USD 2693 millones. El PIB total del distrito llegó a 8335 millones de yuanes.